# ليلي العباسي
ليلي العباسي (1897 - 1969 م) هو مغني يهودي جزائري. أصله من مدينة سيدي بلعباس. اشتهر بغناء الموسيقى على الطراز الشعبي الجزائري.